# Dla Rozwoju/Za!
Dla Rozwoju/Za! (łot. Attīstībai/Par!, AP) – łotewska koalicja wyborcza o profilu liberalnym założona w 2018 roku. W latach 2018–2022 reprezentowana w Sejmie XIII kadencji.

## Historia
Koalicja została zawarta w kwietniu 2018 roku między ugrupowaniami Dla Rozwoju Łotwy, Ruch Za! oraz „Izaugsme” („Wzrost”). W zarządzie ugrupowania znaleźli się Daniels Pavļuts, Juris Pūce, Ilze Grīnberga, Viesturs Liepkalns, Ilze Viņķele, Evita Goša oraz Andris Skride”. Koalicja liczyła w momencie powstania więcej niż tysiąc dwustu członków”. Obie partie liberalne publicznie krytykowały rząd Mārisa Kučinskisa.
W wyborach parlamentarnych w 2018 roku ugrupowanie zarejestrowało swoje listy we wszystkich okręgach wyborczych. Kandydatem liberałów na premiera został Artis Pabriks, były minister spraw zagranicznych i obrony. Misją ugrupowania na nadchodzące wybory była obrona demokracji na Łotwie, troska o umacnianie europejskich wartości, realizacja reform w dziedzinie opieki zdrowotnej i szkolnictwa, a także stworzenie silnej siły liberalnej. Za cel uznano nowoczesną i sprawiedliwą Łotwę w zjednoczonej Europie, Łotwę, w której możliwości mają wszyscy, Łotwę, która nie należy tylko dla nielicznych, a składa się z wielu. 
Ostatecznie koalicja uzyskała w wyborach 12,04% głosów i 13 miejsc w Sejmie. Przedstawicielka liberałów Marija Golubeva objęła stanowisko zastępcy sekretarza Sejmu XIII kadencji. W styczniu 2019 koalicja weszła w skład rządu Artursa Krišjānisa Kariņša, delegując do niego wicepremiera i trzech ministrów. 
Koalicja wzięła udział w wyborach jesienią 2022 roku. Ostatecznie uzyskała w nich 4,97% głosów, nie wprowadzając do Sejmu posłów. 
Po wyborach koalicja zmieniła nazwę na PLI. Jej współprzewodniczącymi zostali Miks Celmiņš oraz Artūrs Toms Plešs.